# Jakov Vladović
Jakov Vladović (Zara, 17 aprile 1983) è un ex cestista e allenatore di pallacanestro croato.

## Carriera
Con la Croazia ha disputato i Giochi del Mediterraneo di Pescara 2009.

## Palmarès
- Campionato croato: 1

Zadar: 2004-05
- Campionato sloveno: 1

Krka Novo mesto: 2012-13
- Lega Adriatica: 1

Zadar: 2002-03
- Coppa di Croazia: 6

Zadar: 2003, 2005, 2006, 2007
KK Zagabria: 2008
Cedevita: 2019
- Coppa di Bosnia ed Erzegovina: 1

Široki: 2012